# Maurice Muret (Schriftsteller)
Maurice Jules Henri Muret (* 11. Juni 1870 in Morges; † 7. September 1954 in Lausanne) war ein Schweizer Schriftsteller.

## Biografie
Maurice Muret begann sein Studium der Philosophie in Lausanne, danach studierte er an verschiedenen europäischen Universitäten, hauptsächlich in Leipzig, Paris und München. Daraufhin wurde er Literaturkritiker und Redaktor beim Journal des Débats und schrieb für die Gazette de Lausanne ab 1909. Im Jahre 1920 wurde er zum Korrespondenten der Académie des sciences morales et politiques ernannt.
Am 1. August 1923 heiratete er die US-Amerikanerin Charlotte Touzalin (1888–1954), welche einige seiner Werke ins Englische übersetzte. Sie war die Tochter von Albert Edward Touzalin, eines früheren Präsidenten der Chicago, Burlington, and Northern Railroad. Charlotte Touzalin war im April 1912 Passagierin an Bord der RMS Carpathia, als diese die Überlebenden der Titanic barg.

## Werke
Nebst seinen journalistischen Kolumnen geht eine Vielzahl an Vorworten, Einleitungen und Übersetzungen auf ihn zurück.
- L'esprit juif; essai de psychologie ethnique. Perrin, Paris 1901
- La littérature italienne d'aujourd'hui. Perrin et cie, Paris 1906
- La littérature allemande d’aujourd’hui. Perrin et cie, Paris 1909
- Les contemporains étrangers. Tome I, Fontemoing, Paris 1912
- Les contemporains étrangers. Tome II, Payot, Lausanne 1914
- L'orgueil Allemand: Psychologie d'une Crise. Payot, Paris 1915
- L'évolution belliqueuse de Guillaume II. Payot, Paris 1917
- Pas d'illusions sur l'Allemagne. Payot, Paris 1918
- Le crépuscule des nations blanches. Payot, Paris 1925
- L'Archiduc François-Ferdinand. Grasset, Paris 1932
- Grandeur des élites. Albin Michel, Paris 1939
- Au chevet de la Société des nations, allocution prononcée le 16 novembre 1934. La Cause, Paris 1939
- Guillaume II. Fayard, Paris 1940
- Sept contes. De la Frégate, Genf 1943